# Frank Reicher
Frank Reicher (Monaco di Baviera, 2 dicembre 1875 – Inglewood, 19 gennaio 1965) è stato un attore, regista e produttore cinematografico tedesco.

## Biografia
Figlio dell'attore Emanuel Reicher e di Hedwig Kindermann. I suoi genitori divorziarono nel 1881 e sua madre, due anni dopo, morì a Trieste. Hedwiga Reicher, la sua sorellastra, era anche lei un'attrice che lavorò a Hollywood e il fratellastro Ernst Reicher diventò popolare nel cinema tedesco degli anni dieci come Stuart Webbs, detective gentiluomo. Frank Reicher si trasferì negli Stati Uniti d'America nel 1899, prendendone la cittadinanza dodici anni più tardi.

### Teatro
Debutta a Broadway nel 1899 recitando il ruolo di Lord Tarquin in Becky Sharp.

### Cinema
Inizia la carriera di attore cinematografico nel 1915 con un ruolo non accreditato nel film The Case of Becky. Può essere ricordato per il ruolo del Capitano Englehorn nei film King Kong e Il figlio di King Kong.

## Spettacoli teatrali
- When Knighthood Was in Flower di Paul Kester (Broadway, 14 gennaio 1901)
- When Knighthood Was in Flower, di Paul Kester (Broadway, 2 maggio 1904)

## Filmografia

### Regista
- The Clue, co-regia di James Neill (1915)
- The Secret Orchard (1915)
- The Case of Becky (1915)
- The Chorus Lady (1915)
- The Secret Sin (1915)
- Mr. Grex of Monte Carlo (1915)
- Pudd'nhead Wilson (1916)
- For the Defense (1916)
- The Sowers, co-regia di William C. de Mille (1916)
- The Love Mask (1916)
- Anima di straniero (Alien Souls) (1916)
- The Dupe (1916)
- Public Opinion (1916)
- The Victory of Conscience (1916)
- The Storm (1916)
- Witchcraft (1916)
- Betty to the Rescue (1917)
- Lost and Won (1917)
- The Black Wolf (1917)
- Castles for Two (1917)
- Sacrifice (1917)
- Unconquered (1917)
- The Inner Shrine (1917)
- The Trouble Buster (1917)
- The Eternal Mother (1917)
- L'ambiziosa (An American Widow) (1917)
- The Claim (1918)
- Treasure of the Sea (1918)
- Bivio tragico (The Only Road) (1918)
- The Prodigal Wife
- The Sea Waif (1918)
- Suspense (1919)
- The American Way (1919)
- The Trap (1919)
- The Battler (1919)
- The Black Circle (1919)
- Empty Arms (1920)
- Idle Hands (1921)
- Behind Masks (1921)
- Il dramma di Gordon Street (Wise Husbands) (1921)
- Out of the Depths, co-regia di Otis Thayer (1921)
- Mister Antonio, co-regia di James Flood (1929)
- Wir schalten um auf Hollywood

### Attore
- The Case of Becky, regia di Frank Reicher (1915)
- Il dramma di Gordon Street (Wise Husbands), regia di Frank Reicher (1921)
- Her Man o' War, regia di Frank Urson (1926)
- Lo sciabolatore del Sahara (Beau Sabreur), regia di John Waters
- L'ultima gioia (Four Sons), regia di John Ford (1928)
- Danubio bleu (The Blue Danube), regia di Paul Sloane (1928)
- La maschera del diavolo (The Masks of the Devil), regia di Victor Sjöström (1928)
- Il barbiere di Napoleone (Napoleon's Barber), regia di John Ford - cortometraggio (1928)
- Someone to Love, regia di F. Richard Jones (1928)
- Le colpe dei padri (Sins of the Fathers), regia di Ludwig Berger (1928)
- Sette anni di gioia (His Captive Woman), regia di George Fitzmaurice (1929)  (versione muta)
- Strange Cargo, regia di Benjamin Glazer, Arthur Gregor (1929)
- Black Waters, regia di Marshall Neilan (1929)
- Paris Bound, regia di Edward H. Griffith (1929)
- Her Private Affair, regia di Paul L. Stein (1929)
- Mister Antonio, regia di Frank Reicher e James Flood (1929)
- The Grand Parade, regia di Fred C. Newmeyer (1930)
- Strictly Unconventional, regia di David Burton (1930)
- Die Sensucht jeder Frau
- Billy the Kid, regia di King Vidor (1930)
- Guerra bianca (Employees' Entrance), regia di Roy Del Ruth (1933)
- King Kong, regia di Merian C. Cooper e Ernest Beaumont Schoedsack (1933)
- Il figlio di King Kong (The Son of Kong), regia di Ernest Beaumont Schoedsack (1933)
- L'uomo che sbancò Montecarlo (The Man Who Broke the Bank at Monte Carlo), regia di Stephen Roberts (1935)
- Al di là delle tenebre (Magnificent Obsession), regia di John M. Stahl (1935)
- Till We Meet Again, regia di Robert Florey (1936)
- The Road Back, regia di James Whale (1937)
- I candelabri dello zar (The Emperor's Candlesticks), regia di George Fitzmaurice (1937)
- La spia dei lancieri (Lancer Spy), regia di Gregory Ratoff (1937)
- Al di sopra di ogni sospetto (Above Suspicion), regia di Richard Thorpe (1943)